# Shinobi
Shinobi – japoński film ninjutsu z 2005 roku, wyreżyserowany przez Tena Shimoyama i napisany przez Kenya Hirata. Film jest adaptacją powieści The Kouga Ninja Scrolls pisarza Futaro Yamada, która opowiada o walce pomiędzy dwoma rodami ninja, Iga i Kouga oraz nieszczęśliwej miłości pomiędzy Kogą Gennosuke (Kouga) i Oboro (Iga). Piosenka przewodnia z filmu, Heaven Ayumi Hamasaki znalazła się na 1. miejscu list przebojów. Film zdobył dwie statuetki (dla Najlepszego aktora i Nowej aktorki) na Kinema Junpo Awards i Yokohama Festival w 2006 roku.
6 lutego 2007 Funimation Entertainment wydało film w Stanach Zjednoczonych. Dwupłytowe DVD zawiera dodatkowo zwiastuny filmowe i materiały tekstowe. W Polsce specjalna premiera DVD odbyła się 20 listopada 2006.
Tak samo jak w serii manga i anime zatytułowanej Basilisk opartej na tej samej książce, imiona bohaterów zostały niezmienione. Jednak same ich charaktery są zupełnie inne w porównaniu do oryginału i serii manga/anime.

## Opis fabuły
Japonia, 1614 rok (okres Sengoku). Gennosuke (ród Koga) i Oboro (ród Iga) są w sobie zakochani. Kiedy się poznali, nie wiedzieli kim są, jednak od kiedy się dowiedzieli, spotykają się potajemnie. Pochodzą bowiem z dwóch odległych, ukrytych w górach wsi, które rywalizują ze sobą. Przez 400 lat rody szkoliły wojowników ninja na mistrzów tajemniczych mocy i sztuk zwanych shinobi. Od wielu lat wiąże je jednak umowa, która zabrania im używać tych sztuk walki przeciwko sobie.
Ieyasu, pierwszy siogun z rodu Tokugawa, któremu ostatecznie udało się zjednoczyć Japonię chce, po długich czasach wojny, zaprowadzić całkowity pokój i utrzymać kraj w jedności. Dlatego stara się zdusić w zarodku wszelkie potencjalne źródła konfliktu. A takim może być nienawiść, jaką żywią do siebie przedstawiciele dwóch klanów wojowników, którą mogą, do własnych celów, wykorzystać jego przeciwnicy. By temu zapobiec, siogun knuje podstępny plan ostatecznego pozbycia się zwaśnionych rodzin organizując krwawe zawody. Z jego rozkazu zostaje wybranych po pięciu wojowników z każdego klanu, którzy będą ze sobą walczyć i z których ma wyjść żywo tylko jeden wojownik. Od tego, kto zwycięży i dotrze do zamku Sunpu, zależy, który z synów sioguna zostanie jego następcą. Na czele wojowników Iga staje Oboro, a Koga Gennosuke, następcy przywódców obu wsi.
W wyniku intrygi Ieyasu miłość kochanków zostaje wystawiona na ciężką próbę.

## Wojownicy
Lista pięciu najlepszych wojowników z klanu Iga i Kouga.
Kouga
- Kouga Gennosuke - przywódca
- Muroga Hyouma
- Chikuma Koshirou
- Kagero
- Kisaragi Saemon

Iga
- Oboro - przywódca
- Yakushiji Tenzen
- Yashamaru
- Mino Nenki
- Hotarubi

## Obsada
- Yukie Nakama : Oboro
- Jô Odagiri : Gennosuke
- Tomoka Kurotani : Kagero
- Erika Sawajiri : Hotarubi
- Kippei Shiina : Tenzen
- Takeshi Masu : Hyoma
- Mitsuki Koga : Koshiro
- Tak Sakaguchi : Yashamaru
- Houka Kinoshita : Saemon
- Shun Ito : Nenki
- Riri : Ogen
- Minoru Terada : Danjo
- Masaki Nishina : Yagyū Jūbei Mitsuyoshi
- Toshiya Nagasawa : Yagyū Munenori
- Yutaka Matsushige : Hattori Hanzō
- Renji Ishibashi : Nankōbō Tenkai
- Kazuo Kitamura : Tokugawa Ieyasu